# Watodiri
Watodiri is een bestuurslaag in het regentschap Lembata van de provincie Oost-Nusa Tenggara, Indonesië. Watodiri telt 586 inwoners (volkstelling 2010).